# موش‌های کاونده
موش‌های کاونده (نام علمی: Juscelinomys) نام یک سرده از تیره موشان است.